# User Friendly

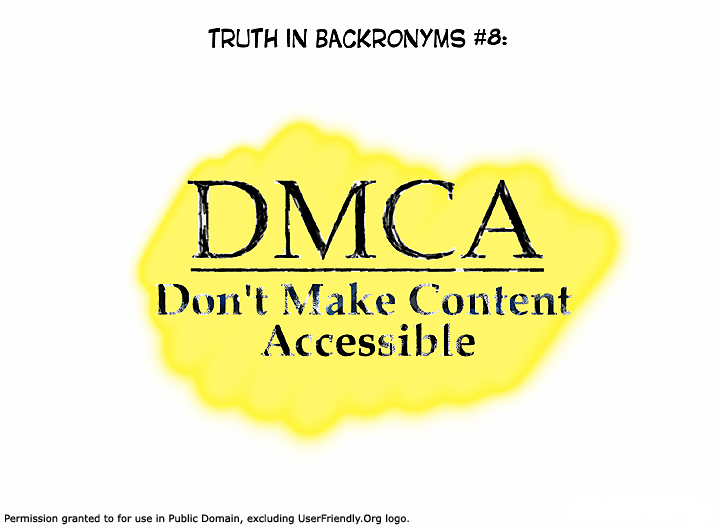
Exemple d'une édition du dimanche de User Friendly.

User Friendly est une bande dessinée en ligne (« webcomic ») quotidienne, réalisée par J. D. Frazer (en) sous le pseudonyme d'« Illiad ». Au travers de blagues sur la technologie et d'une utilisation intensive de l'humour geek, les bandes narrent la vie de l'équipe d'un petit fournisseur d'accès à Internet fictif, Columbia Internet. User Friendly a également été publié dans quelques journaux américains, ainsi qu'en recueils papier aux éditions O'Reilly et chez d'autres éditeurs.

## Publication en ligne
Les planches apparaissaient à un rythme quotidien.
La première planche parut le 17 novembre 1997. La bande dessinée a commencé à paraître de façon très épisodique à partir du 1er juin 2009, pour finalement s'arrêter le 21 novembre 2010, sans qu'Illiad n'exclue la possibilité de nouveaux épisodes.
Les bandes font généralement partie d'une même histoire publiée sur plusieurs jours, et par conséquent, les bandes sont dessinées à l'avance. Les bandes du dimanche sont une exception car elles sont dessinées pour publication immédiate, rompant avec l'histoire en cours. La bande du dimanche est basée sur des évènements en cours ou récents et est en couleurs, à la différence des bandes journalières des autres jours de la semaine.
Périodiquement, des « nag-strips », bandes spéciales dessinées dans un but promotionnel, apparaissent. Ces bandes apparaissent pour une durée de 20 à 30 secondes sur le site avant de basculer vers la bande du jour. Elles visent à introduire des annonceurs ou à demander des dons. Elles sont présentées par les personnages créés par Illiad.

## Publication papier
Plusieurs compilations des bandes dessinées en ligne sont parues :
- User Friendly, v1.0, Plan Nine Publishing, 2002,  (ISBN 1-929462-39-5) (rassemble les premières bandes)
- User Friendly, O'Reilly, 1999,  (ISBN 1-56592-673-0) 25 janvier 1998 – 25 décembre 1998 (il manque le 20 décembre et probablement quelques autres)
- Evil Geniuses in a Nutshell, O'Reilly, 2000,  (ISBN 1-56592-861-X) 3 janvier 1999 – 11 décembre 1999
- The Root of All Evil, O'Reilly, 2001,  (ISBN 0-596-00193-2) 1er janvier 2000 – 31 décembre 2000
- Even Grues Get Full, O'Reilly, 2003,  (ISBN 0-596-00566-0) 1er janvier 2001 – 17 novembre 2001
- User Friendly – Die Deutsche Dialekt-Ausgabe (parution en différents dialectes allemands)  (ISBN 3-89721-380-X)
- Ten Years of UserFriendly.Org, Manning, 2008,  (ISBN 978-1-935182-12-2) une édition limitée de chaque script avec des commentaires de l'auteur

## Personnages principaux
A.J. Garrett
A.J. Garrett est le type créatif de la compagnie, s'occupant de concevoir et de maintenir leurs sites Internet. En tant que designer web, il est pris en tenailles par les gens du service technique et du service marketing. Cela signifie que personne ne le déteste, mais que tout le monde se joue de lui de temps à autre. A.J. est timide et sensible, adore les jeux vidéo et est comme un grand frère pour Dust Puppy.

Il est sorti avec Miranda pendant un temps, mais ils rompirent sur un malentendu. Ils restèrent cependant attirés l'un par l'autre et se remirent ensemble le 16 septembre 2005.

* Première apparition le 17 novembre 1997
* Description d'A.J. dans le casting de User Friendly

The Chief
The Chief (« le chef », en français) est le CEO de Columbia Internet. Leader sans peur des équipes techniques et commerciales, il est la seule tête pensante calme et clairvoyante de la compagnie. Il ne le serait d'ailleurs probablement pas s'il savait ce qui se passe réellement dans son entreprise.

Illiad a construit le personnage sur son ancien patron :

« The Chief is based on my business mentor. He was the vice president that I reported to back in the day. The Chief, like my mentor, is tall (!) and thin and sports a bushy ring around a bald crown, plus a very thick moustache. »

* Première apparition le 19 novembre 1997
* Description du Chef dans le casting de User Friendly

Dust Puppy
Dust Puppy (chiot de poussière en français) est né dans un serveur informatique d'une combinaison de poussière, de fibres et d'événements quantiques. Il ressemble à une boule de poussière et de fibres, avec des yeux, des pieds et occasionnellement un sourire plein de dents. Il disparut temporairement des bandes du 6 au 10 janvier 1998 après avoir été accidentellement soufflé à l'air comprimé alors qu'il dormait dans un serveur poussiéreux.

Bien qu'absolument candide, Dust Puppy est un excellent joueur de Quake, jouant son premier match à mort seulement quatre jours après sa première apparition dans la bande (c'est-à-dire le 7 décembre 1997), et battant Zock, le dieu à Quake, le 13 février 1998. Dust Puppy a également créé l'intelligence artificielle nommée Erwin.

Mis à part Stef et le Crud Puppy, tous les autres personnages du comics aiment Dust Puppy.

Dust Puppy s'est décrit ainsi, dans la bande du 17 janvier 1998 :

« I walk around looking short, and sleep in the servers, and give advice to people who need it and sometimes I even play Quake. »

* Première apparition le 3 décembre 1997
* Description de Dust Puppy dans le casting de User Friendly

Crud Puppy
Lord Ignatius Crud est le pendant maléfique de Dust Puppy. Il est né de la saleté qui se trouvait dans le clavier de Stef Murky. Il tient souvent le rôle du méchant, comme lorsqu'il est l'avocat ou conseiller légal de Microsoft ou de AOL, ou lorsqu'il télécommande un costume de The Thing en Antarctique. Par la suite, on le voit en costume Armani, la plupart du temps assis au bar du coin avec Cthulhu.

* Première apparition le 24 février 1998

Erwin
Erwin est une intelligence artificielle (IA) très avancée qui réside quelque part sur le réseau. Il fut créé pendant la nuit lors d'une expérience sur l'Intelligence Artificielle menée par Dust Puppy qui s'ennuyait quelque peu. Erwin est écrit en COBOL, du fait d'un pari perdu par Dust Puppy. Erwin réussit le test de Turing et possède un certain sens de l'humour. Il est expert dans tous les sujets couverts par le World Wide Web, tels que les visions d'Elvis et les conspirations extraterrestres.

Il fut nommé « Erwin » le 28 janvier 1998.

À l'origine, Erwin occupait un ordinateur classique de type « moniteur et clavier » avec une architecture x86, mais il résida par la suite dans un iMac, un Palm III, un Coleco Adam sur Mir, un Furby, un système de guidage de missile nucléaire, un SGI O2, une calculatrice Hewlett-Packard (avec sa notation en Polonais inversé), une construction Lego Mindstorms, un Tamagotchi, un Segway, un exosquelette Mech-Warrior Timber Wolf, et dans des toilettes équipées d'Internet en punition pour avoir insulté Hastur.

Plus récemment, Erwin occupait un IBM PC 5150 amené par Sid sur son lieu de travail.

* Première apparition le 25 janvier 1998
* Description d'Erwin dans le casting de User Friendly

Greg Flemming
Greg Flemming est chargé du support technique de la compagnie. En d'autres termes, c'est le type qui est tourmenté par les clients dès que quelque chose ne tourne pas rond. Il décompresse en passant du temps sur les jeux vidéo et en jouant de mauvais tours aux commerciaux. Il n'est pas un mauvais bougre mais son contrôle sur son équilibre mental est entre faible et inexistant, et il a travaillé à une époque pour le Microsoft Quality Assurance.

* Première apparition le 17 novembre 1997
* Description de Greg dans le casting de User Friendly

Mike Floyd
Mike Floyd est l'administrateur système de la bande dessinée. Il doit s'assurer que le réseau fonctionne sans heurts. Il est intelligent mais est sujet à des pics d'angoisse. Son pire cauchemar est d'être enfermé dans une pièce avec un programmeur Windows 95 en sueur, sans armes de bidouillage sous la main. Il adore les soupes de nouilles chinoises directement dans une tasse en polystyrène expansé.

* Première apparition le 20 novembre 1997
* Description de Mike dans le casting de User Friendly

Miranda Cornielle
Miranda est une informaticienne de haut niveau, administratrice UNIX expérimentée, et très, très féminine. Ses capacités techniques troublent les autres techniciens, mais son charme physique évident les réduit à une admiration béate, sauf Pitr qui est convaincu qu'elle porte le mal. Elle a peu de défauts de caractère, parmi lesquels une tendance au sadisme, surtout avec les gens du marketing et les utilisateurs finaux. Miranda trouve Dust Puppy adorable.

Elle et A. J. sortent ensemble, bien qu'elle a été frustrée par son incapacité à exprimer ses sentiments pour elle. Ils ont des années d'opportunités manquées et de malentendus, comme quand A. J. laisse paraître ses sentiments (« I love you ») dans un courriel que Miranda prend pour le ver informatique I love you et supprime sans le lire .

* Première apparition le 10 octobre 1998
* Description de Miranda dans le casting de User Friendly

Pitr Dubovich
Pitr est l'administrateur des serveurs de Columbia Internet, ainsi qu'un gourou Linux autoproclamé. Il a commencé d'un coup à parler avec un accent slave de confection dans le cadre de son programme pour « devenir un Génie du Mal ». Il a failli réussir à s'emparer de la planète plusieurs fois.

Son ennemi juré est Sid, qui semble le défaire à chaque fois. Les succès de Pitr comprennent : le fait de faire le (second) café le plus fort au monde, fusionner Coca-Cola et Pepsi-Cola en Pitr-Cola et faire gagner des millions à Columbia Internet avec une arme nucléaire achetée en Russie. Il est également l'auteur de l'infâme logiciel Vigor, un clone de l'éditeur de textes vi avec un presse-papier parlant à la Clippy (le nom est la contraction de vi et de Igor, l'assistant du Docteur Frankenstein).

Il a brièvement travaillé pour Google, réussissant presque à dominer le monde de là-bas, mais a été remercié et est revenu à Columbia Internet.

* Première apparition le 20 novembre 1997
* Description de Pitr dans le casting de User Friendly

Sid Dabster
Sid est le plus vieux des geeks et ses connaissances sont très vastes. Son âge avancé lui donne l'avantage sur Pitr lors des compétitions qui les oppose. Au contraire de celui-ci, il n'ambitionne pas de dominer la planète, mais il est ami de Hastur et de Cthulhu, empruntés au monde de H. P. Lovecraft. Contrairement aux autres geeks, il s'habille de façon plutôt formelle. Il est fan des anciennes technologies, ayant grandi avec l'éditeur TECO, le PDP-6, les terminaux VT100 et IBM 3270, le langage FORTRAN, ainsi que l'IBM PC originel. Il a fumé du cannabis dans sa jeunesse (.

* Première apparition le 9 septembre 2000
* Description de Sid dans le casting de User Friendly

Pearl Dabster
Pearl est la fille de Sid et est très belle. Elle obtient le meilleur des garçons. Elle est l'antagoniste de Miranda et parfois l'objet de l'affection de Pitr, au grand chagrin de Sid. Son nom est sans rapport avec celui du langage de programmation PERL.

* Première apparition le 30 août 2001

Smiling Man
Directeur des achats de l'entreprise. Il gère les dépenses de celles-ci, et a une technique imparable pour faire fuir les employés qui viennent lui demander d'acheter tel ou tel matériel : il sourit tout le temps, d'où son surnom. Cette habitude stresse quiconque qui parle avec lui, même par téléphone interposé.

* Première apparition le 22 novembre 1997
* Description du Smiling Man dans le casting de User Friendly

Stef Murky
Personnage travaillant à la section marketing de l'entreprise. Il s'entend mal avec les informaticiens du lieu ainsi qu'avec Erwin, qu'il a par ailleurs tenté de détruire plusieurs fois pendant des accès de colère (quand le programme était dans un furby, par exemple). Il rejette tous les systèmes d'exploitation, et, plus généralement, tous les logiciels n'étant pas édités par Microsoft. Ceci mène parfois à des désaccords avec Mike, Pitr, A.J., et les autres. Ces derniers l'apprécient moins, et s'amusent parfois à ses dépens.

Enfin, il est le plus mauvais joueur de Quake jamais enregistré.

* Première apparition le 17 novembre 1997
* Description de Stef dans le casting de User Friendly

## Échanges de personnages avec d'autres bandes dessinées et la réalité
À la fin des années 1990, User Friendly et Sluggy Freelance (en) ont échangé deux de leur personnages : A. J. et Torg.
En 2000, quelques planches du webcomic Waiting For Bob permettent aux personnages de ce dernier de visiter Columbia Internet pour leur demander de concevoir et d'héberger le site publicitaire sur leur nouveau produit, « Caf ».
Illiad, l'auteur de la série, apparaît parfois en caméo dans sa propre bande dessinée. Il est d'habitude représenté avec un sac en papier sur la tête avec deux trous pour les yeux.